# Campeonato Brasileiro Série A 2005
Il Campeonato Brasileiro Série A 2005 (in italiano Campionato Brasiliano Serie A 2005) è stato la 35ª edizione del massimo campionato brasiliano di calcio.

## Formula
Girone all'italiana con partite di andata e ritorno. Vince il campionato la squadra che totalizza più punti, retrocedono in Série B le ultime 4 classificate.

## Squadre partecipanti
| Squadra          | Città              | Stato              | Stagione 2004           |
| ---------------- | ------------------ | ------------------ | ----------------------- |
| Atlético Mineiro | Belo Horizonte     | Minas Gerais       | 19° in Série A          |
| Athl. Paranaense | Curitiba           | Paraná             | 2° in Série A           |
| Botafogo         | Rio de Janeiro     | Rio de Janeiro     | 20° in Série A          |
| Brasiliense      | Taguatinga         | Distretto Federale | 1° in Série B           |
| Corinthians      | San Paolo          | San Paolo          | 5° in Série A           |
| Coritiba         | Curitiba           | Paraná             | 12° in Série A          |
| Cruzeiro         | Belo Horizonte     | Minas Gerais       | 13° in Série A          |
| Figueirense      | Florianópolis      | Santa Catarina     | 11° in Série A          |
| Flamengo         | Rio de Janeiro     | Rio de Janeiro     | 17° in Série A          |
| Fluminense       | Rio de Janeiro     | Rio de Janeiro     | 9° in Série A           |
| Fortaleza        | Fortaleza          | Ceará              | 2° in Série B           |
| Goiás            | Goiânia            | Goiás              | 6° in Série A           |
| Internacional    | Porto Alegre       | Rio Grande do Sul  | 8° in Série A           |
| Juventude        | Caxias do Sul      | Rio Grande do Sul  | 7° in Série A           |
| Palmeiras        | San Paolo          | San Paolo          | 4° in Série A           |
| Paraná           | Curitiba           | Paraná             | 15° in Série A          |
| Paysandu         | Belém              | Pará               | 14° in Série A          |
| Ponte Preta      | Campinas           | San Paolo          | 10° in Série A          |
| São Caetano      | São Caetano do Sul | San Paolo          | 18° in Série A          |
| San Paolo        | San Paolo          | San Paolo          | 3° in Série A           |
| Santos           | Santos             | San Paolo          | Vincitore della Série A |
| Vasco da Gama    | Rio de Janeiro     | Rio de Janeiro     | 16° in Série A          |

## Classifica finale
| Pos. | Squadra          | Pt | G  | V  | N  | P  | GF | GS | DR  |
| ---- | ---------------- | -- | -- | -- | -- | -- | -- | -- | --- |
| 1    | Corinthians      | 81 | 42 | 24 | 9  | 9  | 87 | 59 | +28 |
| 2    | Internacional    | 78 | 42 | 23 | 9  | 10 | 72 | 49 | +23 |
| 3    | Goiás            | 74 | 42 | 22 | 8  | 12 | 68 | 51 | +17 |
| 4    | Palmeiras        | 70 | 42 | 20 | 10 | 12 | 81 | 65 | +16 |
| 5    | Fluminense       | 68 | 42 | 19 | 11 | 12 | 79 | 70 | +9  |
| 6    | Athl. Paranaense | 61 | 42 | 18 | 7  | 17 | 76 | 67 | +9  |
| 7    | Paraná           | 61 | 42 | 17 | 10 | 15 | 59 | 51 | +8  |
| 8    | Cruzeiro         | 60 | 42 | 17 | 9  | 16 | 73 | 72 | +1  |
| 9    | Botafogo         | 59 | 42 | 17 | 8  | 17 | 57 | 56 | +1  |
| 10   | Santos           | 59 | 42 | 16 | 11 | 15 | 68 | 71 | -3  |
| 11   | San Paolo        | 58 | 42 | 16 | 10 | 16 | 77 | 67 | +10 |
| 12   | Vasco da Gama    | 56 | 42 | 15 | 11 | 16 | 74 | 84 | -10 |
| 13   | Fortaleza        | 55 | 42 | 16 | 7  | 19 | 58 | 64 | -6  |
| 14   | Juventude        | 55 | 42 | 15 | 10 | 17 | 66 | 72 | -6  |
| 15   | Flamengo         | 55 | 42 | 14 | 13 | 15 | 56 | 60 | -4  |
| 16   | Figueirense      | 53 | 42 | 14 | 11 | 17 | 65 | 72 | -7  |
| 17   | São Caetano      | 52 | 42 | 14 | 10 | 18 | 54 | 60 | -6  |
| 18   | Ponte Preta      | 51 | 42 | 15 | 6  | 21 | 63 | 80 | -17 |
| 19   | Coritiba         | 49 | 42 | 13 | 10 | 19 | 51 | 60 | -9  |
| 20   | Atlético Mineiro | 47 | 42 | 13 | 8  | 21 | 54 | 59 | -5  |
| 21   | Paysandu         | 41 | 42 | 12 | 5  | 25 | 63 | 92 | -29 |
| 22   | Brasiliense      | 41 | 42 | 10 | 11 | 21 | 47 | 67 | -20 |

### Capoliste solitarie
- 4ª giornata:  Fluminense
- 6ª giornata:  Juventude
- 7ª giornata:  Botafogo
- 10ª giornata:  Ponte Preta
- Dalla 12ª alla 15ª giornata:  Ponte Preta
- Dalla 16ª alla 23ª giornata:  Corinthians
- 24ª giornata:  Fluminense
- Dalla 25ª alla 42ª giornata:  Corinthians

## Verdetti
- Corinthians campione del Brasile 2005 e qualificato per la Coppa Libertadores 2006 e la Coppa Sudamericana 2006.
- Internacional, Goiás, Palmeiras e San Paolo[1] qualificati per la Coppa Libertadores 2006.
- Fluminense, Atlético Paranaense, Paraná, Cruzeiro, Botafogo, Santos e Vasco da Gama qualificati per la Coppa Sudamericana 2006.
- Coritiba, Atlético Mineiro, Paysandu e Brasiliense retrocessi in Série B.

## Classifica marcatori
| Pos. | Giocatore    | Squadra                        | Gol |
| ---- | ------------ | ------------------------------ | --- |
| 1    | Romário      | Vasco da Gama                  | 22  |
| 2    | Róbson       | Paysandu                       | 21  |
| 3    | Carlos Tévez | Corinthians                    | 20  |
| 4    | Alex Dias    | Vasco da Gama                  | 19  |
| 4    | Borges       | Paraná                         | 19  |
| 4    | Rafael Sóbis | Internacional                  | 19  |
| 7    | Enílton      | Juventude                      | 18  |
| 7    | Marcinho     | São Caetano (1) Palmeiras (17) | 18  |
| 7    | Souza        | Goiás                          | 18  |
| 10   | Gabriel      | Fluminense                     | 16  |
| 10   | Kelly        | Cruzeiro                       | 16  |
| 10   | Rinaldo      | Fortaleza                      | 16  |
| 10   | Tuta         | Fluminense                     | 16  |